# Siège de Takatenjin (1581)
Le second siège de Takatenjin se déroule six mois seulement après que Takeda Katsuyori s'est emparé de la forteresse. Ce second siège dure plusieurs mois et se termine lorsque la forteresse passe sous le contrôle de Nobunaga.
Il s'agit d'une issue très avantageuse pour Oda Nobunaga car elle affaiblit ses ennemis. La bataille de Temmokuzan l'année suivante est connue pour être le dernier combat de Takeda Katsuyori. Nounaga envoie Mori Nagahide pour prendre la forteresse et le siège se termine en quatre mois.

## Source de la traduction
- (en) Cet article est partiellement ou en totalité issu de l’article de Wikipédia en anglais intitulé « Siege of Takatenjin (1581) » (voir la liste des auteurs).